# Harm-Ydo Hilberdink
Harm-Ydo Hilberdink (Groningen, 25 april 1958) is een Nederlands regisseur.

## Opleiding en loopbaan
Hilberdink volgde na zijn studie aan de pedagogische academie in Groningen de regieopleiding aan de Hogeschool voor de Kunsten in Amsterdam.
Hilberdinks theatercarrière begon bij de Rederijkerskamer I.O.V.I.V.A.T in het Groningse dorp Garnwerd. In eerste instantie als speler maar al snel ontdekte hij het regievak, introduceerde nieuw repertoire en de groep trad ook internationaal op, onder ander in Antwerpen. Onder zijn leiding speelde de groep werk van onder andere Albee, Bredero, Carlo Goldoni, Arrabal, Gorki en Shakespeare.
In dezelfde periode werd hij regieassistent bij theatergezelschap ‘De Voorziening’ in Groningen o.a bij Matthijs Rühmke, Franz Marijnen (Jules Verne Project) en Bernhard Goss.  Als acteur kwam Hilberdink terecht bij Theatergroep Waark waar hij later ook vaste regisseur zou worden. Scholten Zienent (over de Groningse fabrikantenfamilie Scholten), Ripperda en Laive Siebrand kwamen onder zijn regie tot stand.
Na zijn studie aan de regieopleiding regisseerde hij in eerste instantie vooral theaterproducties. Later kwam daar televisie bij.  Dramaseries maar ook amusementsprogramma’s als De Uitdaging (met Angela Groothuizen), Duel over de Grens (India, Zuid-Afrika) en het jeugdprogramma ZigZag. 
Van 2000 tot 2003 regisseerde Hilberdink de gedramatiseerde documentaireserie Finals voor BNN. De serie zorgde voor opschudding aangezien het voor de kijkers niet duidelijk was of het om fictie of om werkelijkheid ging. Na Finals maakte hij soortgelijke producties zoals de jongerenseries Kicken (opgenomen in Nieuw-Zeeland voor Yorin), Cut en BNN Family (BNN) en twee seizoenen van West Side (AT5).  Ook de serie Harde Klappen met als thema huiselijk geweld maakte hij voor de Amsterdamse zender AT5 (2010).
In de zomers van 2007 en 2008 regisseerde hij de Groningse regiosoap Boven Wotter die werd uitgezonden door RTV Noord en later ook op Nederland 1.
Ook bleef hij in deze periode het theater trouw en regisseerde diverse producties. In het voorjaar van 2012 werd onder zijn leiding het locatietheaterproject ‘De Nieuwe Man’ uitgevoerd naar de roman van Thomas Rosenboom.

## Molenaar
Naast regisseur is Hilberdink sinds 1976 ook molenaar. In eerste instantie op korenmolen De Meeuw in Garnwerd maar sinds 1989 van de laatste krijt-en trasmolen van Nederland;  krijtmolen d'Admiraal in Amsterdam-Buiksloot.